# قره‌لر (بیلقان)
قره‌لر (به لاتین: Qaralar) یک منطقه مسکونی در جمهوری آذربایجان است که در شهرستان بیلقان واقع شده است.